# Dibrugarh
Dibrugarh és una ciutat d'Assam, capital del districte de Dibrugarh i abans del districte de Lakhimpur. El seu nom deriva del riu Dibru, afluent del Brahmaputra, i de garh (fort). La població el 1901 era d'11.227 habitants i un segle després al cens de 2001 era de 122.523. Es va constituir en municipalitat el 1878. Va quedar en gran part destruïda el 1950 per un terratrèmol però s'ha recuperat.
Està situada a la vora del Dibru a 27° 29′ N, 94° 54′ E / 27.48°N,94.9°E.